# Beautiful Boxer
Beautiful Boxer (บิวตี้ฟูล บ๊อกเซอร์) é um filme biográfico esportivo tailandês de 2003 produzido, dirigido e co-escrito por Ekachai Uekrongtham. Conta a história de vida de Parinya Charoenphol (também conhecida como Nong Toom), uma famosa kathoey, lutadora de Muay thai, atriz e modelo. Charoenphol foi retratada pelo kickboxer Asanee Suwan.

## Elenco
- Asanee Suwan como Nong Toom / Parinya Charoenphol
- Sorapong Chatree como Pi Chart
- Orn-Anong Panyawong como mãe de Parinya Charoenphol
- Nukkid Boonthong como pai de Parinya Charoenphol
- Sitiporn Niyom como Nat
- Kyoko Inoue como ela mesma (lutadora japonesa)
- Sarawuth Tangchit como Parinya Charoenphol (quando criança)
- Keagan Kang como Jack, o repórter

## Recepção
No site agregador de críticas Rotten Tomatoes, o filme tem um índice de aprovação de 81% baseado em 36 críticos. O consenso crítico do site diz: "Beautiful Boxer combina boxe e política de identidade para criar um retrato impressionante, embora exagerado, de autodescoberta."
Houve polêmica na Tailândia sobre a nudez frontal total neste filme. Para o lançamento tailandês, a nudez foi cortada.
O filme foi destaque no livro Movies and Mental Illness: Using Films to Understanding Psychopathology como exemplo de filmes com foco na Disforia de gênero.

## Prêmios e indicações
Ganho
- Festival Internacional de Cinema Gay e Lésbico de Torino - Melhor Longa-Metragem
- Prêmios da Associação Nacional de Cinema da Tailândia – Melhor Ator (Asanee Suwan), Melhor Maquiagem (Kraisorn Sampethchareon)
- Festival Internacional de Cinema de San Sebastián – Prêmio Sebastian
- Festival Internacional de Cinema Lésbico e Gay de Milão – Melhor Filme
- Outfest – Prêmio de Realização – Talento Emergente Extraordinário (Ekachai Uekrongtham)

Indicado
- GLAAD Media Awards – Melhor Filme